# Globba pumila
Globba pumila är en enhjärtbladig växtart som beskrevs av Henry Nicholas Ridley. Globba pumila ingår i släktet Globba och familjen Zingiberaceae. Inga underarter finns listade i Catalogue of Life.